# 松平忠彦
松平 忠彦（まつだいら たださと）は、江戸時代後期の大名。武蔵国忍藩の第2代藩主。官位は従四位下・式部大輔。奥平松平家10代。

## 生涯
奥平松平家8代、桑名藩主・松平忠翼の三男として誕生。兄・忠堯の養嗣子となり、天保7年（1836年）には従四位下式部大輔に叙任され、天保9年（1838年）には兄の隠居に伴って家督を相続した。正室は池田斉稷娘。
在任2年足らずで死去し、弟・忠国が家督を相続した。

## 系譜
父母
- 松平忠翼（実父）
- 野坂氏 ー 側室（実母）
- 松平忠堯（養父）

正室
- 繡子 ー 池田斉稷の娘

養子
- 松平忠国 ー 実弟